# Sverre Kolterud
Sverre Kolterud   (Dokka, 15 de març de 1908 - Oslo, 7 de novembre de 1996) va ser un esquiador de combinada nòrdica noruec que va competir durant les dècades de 1920 i 1930.
El 1932 va prendre part en els Jocs Olímpics de Lake Placid, on fou quart en la prova de la combinada nòrdica. En el seu palmarès destaquen dues medalles de plata al Campionat del Món d'esquí nòrdic, el 1931 i 1934.